# Welterbe in San Marino
Zum Welterbe in San Marino gehört (Stand 2016) eine UNESCO-Welterbestätte des Weltkulturerbes. Der südeuropäische Zwergstaat San Marino hat die Welterbekonvention 1991 ratifiziert, die bislang einzige Welterbestätte wurde 2008 in die Welterbeliste aufgenommen.

## Welterbestätten
Die folgende Tabelle listet die UNESCO-Welterbestätten in San Marino in chronologischer Reihenfolge nach dem Jahr ihrer Aufnahme in die Welterbeliste (K – Kulturerbe, N – Naturerbe, K/N – gemischt, (G) – auf der Liste des gefährdeten Welterbes).
| Bild             | Bezeichnung                                                 | Jahr | Typ | Ref. | Beschreibung |
| ---------------- | ----------------------------------------------------------- | ---- | --- | ---- | --- |
| (weitere Bilder) | Historisches Zentrum von San Marino und Monte Titano (Lage) | 2008 | K   | 1245 | Die Stätte umfasst den Berg Titano mit dem auf ihm gelegenen historischen Stadtkern der Stadt San Marino. Dazu gehören verschiedene Bauwerke wie der Regierungspalast (Palazzo dei Capitani), das Rathaus (Palazzo Pubblico), die Basilika San Marino und die Kirche San Pietro. |

## Tentativliste
In der Tentativliste sind die Stätten eingetragen, die für eine Nominierung zur Aufnahme in die Welterbeliste vorgesehen sind. Derzeit (2016) ist in der Tentativliste von San Marino allerdings keine Stätte eingetragen. Eine früher eingetragene Stätte wurde nur zum Teil in das Welterbe aufgenommen.
| Bild             | Bezeichnung                | Jahr      | Typ | Ref. | Beschreibung |
| ---------------- | -------------------------- | --------- | --- | ---- | --- |
| (weitere Bilder) | Republik San Marino (Lage) | 2004–2008 | K/N | 1978 | Das gesamte Staatsgebiet der Republik San Marino war zur Eintragung als gemischtes Weltkultur- und -naturerbe nominiert, aber nur die Stadt San Marino und der Berg Titano wurden als Weltkulturerbe in die Welterbeliste aufgenommen. |